# Grevskabet Reventlow
Grevskabet Reventlow var et slesvigsk grevskab oprettet 3. oktober 1685 for Conrad Reventlow af hovedgårdene Sandbjerg og Ballegård og Bøgskov. Grevskabet blev opløst ved lensafløsningen i 1924.